# Wybrzeże Karaibskie Północne
Wybrzeże Karaibskie Północne (hiszp. Costa Caribe Norte, Región Autónoma de la Costa Caribe Norte, wcześniej jako: Región Autónoma del Atlántico Norte) – jeden z 2 regionów autonomicznych Nikaragui, powołany w 1986 dla anglojęzycznej mniejszości w tym kraju. Wcześniej razem z regionem Wybrzeże Karaibskie Południowe tworzył jeden departament Zelaya. Obejmuje słabo zaludnioną północno-wschodnią część kraju, położoną na wybrzeżu atlantyckim. Ośrodkiem administracyjnym jest miasto Bilwi (dawniej Puerto Cabezas, 22,6 tys. mieszk.).

## Gminy (municipios)
1. Bilwi
2. Bonanza
3. Prinzapolka
4. Rosita
5. Siuna
6. Waslala
7. Waspam